# Motobloc Type ODS
Der Motobloc Type ODS ist ein Pkw-Modell der 1910er Jahre. Hersteller war Motobloc im französischen Bordeaux.

## Beschreibung
Motobloc präsentierte das Modell auf dem Pariser Autosalon im Dezember 1912. Im Angebot stand es von 1913 bis 1914.
Viele Daten entsprechen dem Type OD. Dazu gehören der Vierzylindermotor mit 80 mm Bohrung, 148 mm Hub und 2976 cm³ Hubraum, seine Wasserkühlung sowie die Bauart mit Frontmotor und Kardanantrieb zur Hinterachse. Das Fahrzeug wurde je nach Quelle 12 CV oder 12 CV Spécial genannt, was die damalige steuerliche Einstufung nach Cheval fiscal in Frankreich betrifft. Gegen Aufpreis war anstelle eines flachen Kühlergrills ein Spitzkühler erhältlich, wie er damals in Mode kam.
Eine Anzeige zeigt einen offenen Tourenwagen. Es ist unklar, ob es auch andere Karosseriebauformen gab.